# Canale 5
Canale 5 is een Italiaanse commerciële televisiezender. 
In 1976 werd Telemilano58, een lokale televisiezender opgericht door Giacomo Properzj en Alceo Moretti. In de periode 1977-1978 kocht Silvio Berlusconi de zender, waarmee de start van zijn tv-imperium werd gekenmerkt.
De naam werd gewijzigd in Canale 5 en de zender ging nationaal uitzenden door als syndicatie het programma via andere lokale/regionale zenders te laten uitzenden en die vervolgens op te kopen. Hiermee was het een van de eerste nationale commerciële zenders van Italië. 
Canale 5 was een onderdeel van de groep Fininvest. In het midden van de jaren ’80 hadden de commerciële zenders Canale 5, Rete 4 en Italia 1 al hogere kijkcijfers dan de publieke omroepen. Fininvest exporteerde de zender in 1990 naar Spanje, waar het Telecinco ging heten. Canale 5 was na Rai Uno de meest bekeken zender in Italië. In 1992 bracht Fininvest haar tv-activiteiten onder bij Mediaset die beursgenoteerd werd. Fininvest is nog steeds in handen van Berlusconi en daarmee nog steeds de grootste aandeelhouder van Mediaset.

## Programma's van Canale 5
- Beautiful,   Soap
- Buona Domenica,   Show
- Carabinieri 5,   Fictie
- Centovetrine,   Soap
- Chi vuol essere milionario,   Quiz
- Le frontiere dello spirito,   Cultura
- Grande Fratello 8,   Reality Show (Beter bekend als Big Brother)
- Mai dire Grande Fratello e figli,   Show
- Il mammo   Fictie
- Matrix Talk Show Nonsolomoda,   Magazine
- Mattino 5, Talk Show
- Maurizio Costanzo Show, Talk Show
- Orient Express- International,   Cultuur
- Pazzi per il reality,   Show
- Secondo voi,   Magazine
- Striscia la notizia,   Nieuws
- Terra!,   Magazine
- Tg5,   Nieuws
- Uomini e donne,   Reality Show
- Verissimo,   Magazine
- Vivere,   Soap
- Zelig Circus,   Show

## Series
- I Puffi (Cartoon)
- Scuola di polzia (Cartoon)
- I Simpson (Cartoon)
- L'ispettore Gadget (Cartoon)
- The Mask (Cartoon)
- Sailor Moon (2 season) (Cartoon)
- I Flintstones (Cartoon)
- Ecco Pippo! (Cartoon)
- Bonkers, gatto combinaguai (Cartoon)
- Widget (Cartoon)
- La fabbrica dei mostri (Cartoon)
- The Real Ghostbusters (Cartoon)
- Teenage Mutant Ninja Turtles (Cartoon)
- Iznogoud (Cartoon)